# Église de Jelling
L'église de Jelling (en danois : Jelling Kirke) est une église évangélique luthérienne située à Jelling, dans le Jutland, au Danemark.
Église romane en pierre construite avant 1100, elle est l'une des plus anciennes églises en pierre du pays. Auparavant une église en bois construite vers 965 par le roi Harald Ier au même endroit.
Avec les pierres de Jelling dans le cimetière et deux tumulus de l'époque viking, il fait partie du site du patrimoine mondial de l'Unesco depuis 1994.